# Симеон Симеонов (генерал)
Вижте пояснителната страница за други личности с името Симеон Симеонов.
Симеон Христов Симеонов  е български офицер, генерал, началник на отбраната от 2009 до 2014 година.

## Биография
Роден е в Пловдив на 25 януари 1955 г. На 25 април 2003 г. е назначен за командир на Командване „Тактическа авиация“ и удостоен с висше военно звание бригаден генерал. На 3 май 2004 г. е освободен от длъжността командир на командване „Тактическа авиация“. На 4 май 2005 г. е освободен от международна длъжност на ротационен принцип – началник на щаба на Центъра на НАТО за съвместна подготовка на силите към Съюзното командване по трансформацията в Битгошч, Република Полш, назначен за началник на Главния щаб на Военновъздушните сили и удостоен с висше офицерско звание генерал-майор. На 25 април 2006 г. е назначен за командващ на Военновъздушните сили, считано от 1 юни 2006 г.
На 26 април 2007 г. е удостоен с висше офицерско звание генерал-лейтенант. На 1 юли 2009 г. е освободен от длъжността командващ на Военновъздушните сили и назначен за началник на щаба по подготовката на Военновъздушните сили. На същата дата е освободен от длъжността началник на щаба по подготовката на Военновъздушните сили, назначен за началник на отбраната и удостоен с висше офицерско звание генерал, считано от 30 юни 2009 г. На 28 април 2014 г. генерал Симеон Симеонов е освободен от длъжността началник на отбраната и от военна служба, считано от 30 юни 2014 г. На 1 юли 2014 г. генерал Симеон Симеонов е награден с орден „Стара планина“ първа степен с мечове за значителния му принос за развитието на Българската армия.
Водач на листата на ДПС в 24 МИР – София за парламентарни избори на 5 октомври 2014 г., а през март 2017 г. е избран за народен представител. Снет на 25 януари 2018 г. от запаса поради навършване на пределна възраст за генерали 63 г.

### Образование
Завършва средно образование в Казанлък през 1974 г. Учи във Висшето военновъздушно училище в Долна Митрополия (1974 – 1979).
По време на своята офицерска кариера учи и завършва Военновъздушната академия „Юрий Гагарин“ в СССР (1986 – 1989) и генерал-щабен факултет в Хамбург, Германия (1996 – 1998).

### Военна кариера
- младши пилот във 2-ро звено на 1 ескадрила на 25 авиационен полк, Чешнигирово (1979 – 1980);
- младши пилот в 1-во звено на ескадрила на 19 изтребителен авиационен полк, Граф Игнатиево (1980 – 1982);
- старши пилот в 1-во звено на първа авиационна ескадрила на 19 изтребителен авиационен полк, Граф Игнатиево (1982 – 1984);
- командир на 3-то звено на първа авиационна ескадрила на 19 изтребителен авиационен полк, Граф Игнатиево (1984 – 1985);
- заместник-командир на 1-ва авиационна ескадрила на 19 изтребителен авиационен полк, Граф Игнатиево (1985 – 1986);
- командир на 2-ра авиационна ескадрила на 19 изтребителен авиационен полк, Граф Игнатиево (1989 – 1990);
- заместник-командир по летателната част и безопасност на полетите на 19 изтребителен авиационен полк, Граф Игнатиево (1990 – 1991);
- командир на 19 изтребителен авиационен полк, Граф Игнатиево (1992 – 1994);
- командир на 3 изтребителна авиационна база, Граф Игнатиево (1994 – 1996, 1999 – 2000);
- заместник-командир по подготовка и използване на войските на корпус Тактическа авиация, Пловдив (2000 – 2002);
- началник на щаба на корпус Тактическа авиация, Пловдив (2002 – 2003);
- командир на Командването на Тактическата авиация, Пловдив (2003 – 2004);
- началник на щаба на центъра на НАТО за съвместна подготовка на силите към съюзното командване по трансформацията, Бидгошч, Полша (2004 – 2005);
- началник на Главния щаб на ВВС на България (2005 – 2006);
- командващ Военновъздушните сили на България (2006 – 2009);
- началник на отбраната на Република България (7 юли 2009 – 30 юни 2014)

## Военни звания[10]
- Лейтенант (1979)
- Старши лейтенант (1982)
- Капитан (1986)
- Майор (1991)
- Подполковник (1992)
- Полковник (1996)
- Бригаден генерал (25 април 2003)
- Генерал-майор (4 май 2005)
- Генерал-лейтенант (26 април 2007)
- Генерал (30 юни 2009)

## Награди
- Орден „Стара планина“ първа степен с мечове (1 юли 2014)